# Castello inferiore di Arnad
Il castello inferiore di Arnad (in francese, Château inférieur d'Arnad), detto anche castello Vallaise (fr. Château Vallaise), palais de la Costetta o château inférieur de la Côte, è situato nel comune di Arnad, in Valle d'Aosta.
A lungo abbandonato o di proprietà privata, è uno dei castelli della Valle d'Aosta meno studiati.

## Ubicazione

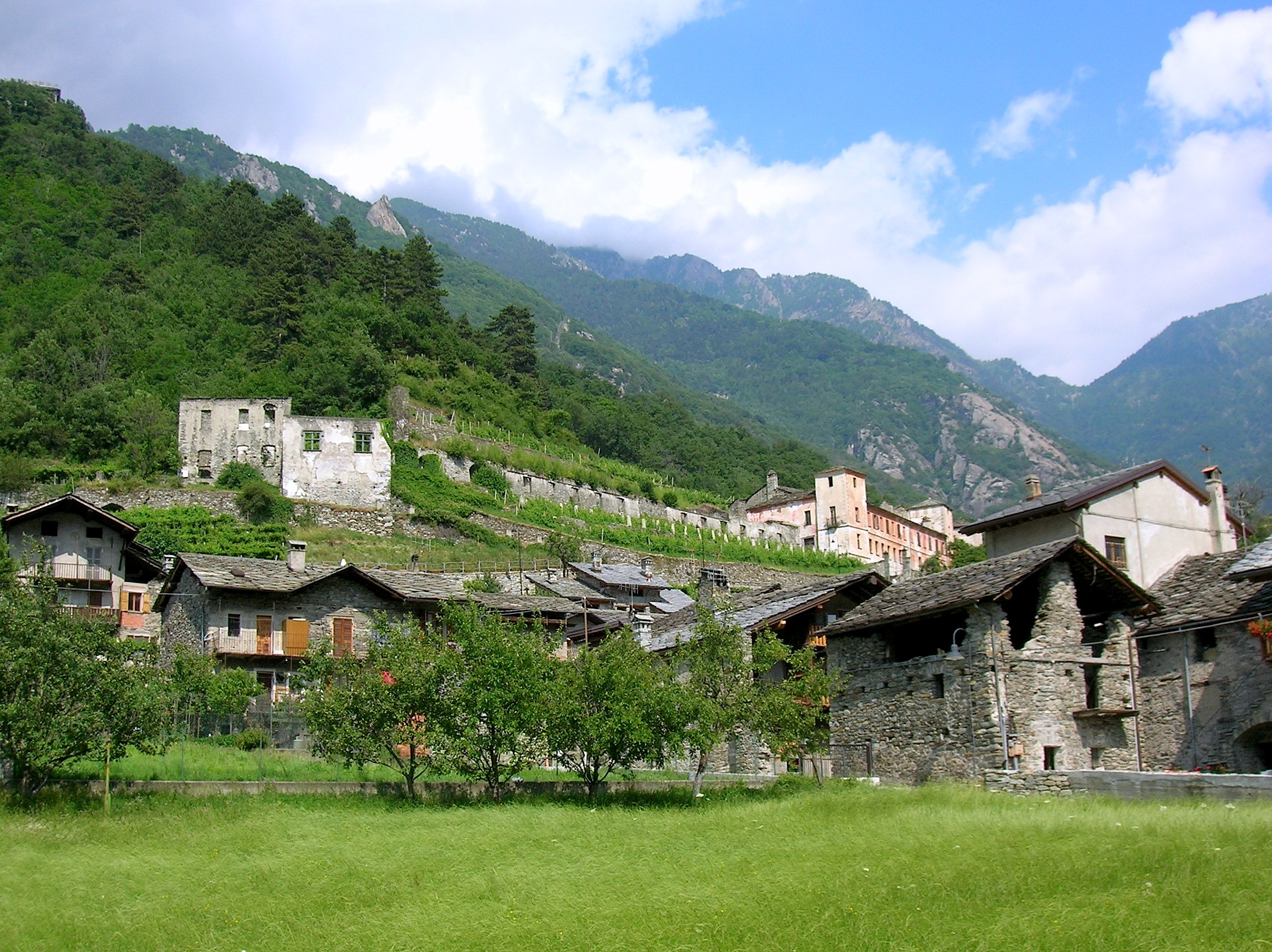
Il castello

Si trova a metà della collina sulla quale sorge anche il castello superiore di Arnad. Il castello Vallaise è circondato da terrazzamenti, forse a suggerire l'antica presenza di una cinta muraria, anche se per la totale assenza di documenti anteriori al XVII secolo non è possibile ad oggi avere informazioni certe.

## Storia
Il castello inferiore di Arnad ha origini medievali ed ha subito numerose modificazioni strutturali e decorative nel tempo; tra ampliamenti e cambiamenti nella destinazione d'uso, le varie fasi costruttive del castello sono ancora leggibili nell'architettura giunta fino a noi, mentre gli affreschi, danneggiati dal tempo, si stratificano in alcuni casi a seconda dei gusti delle epoche.

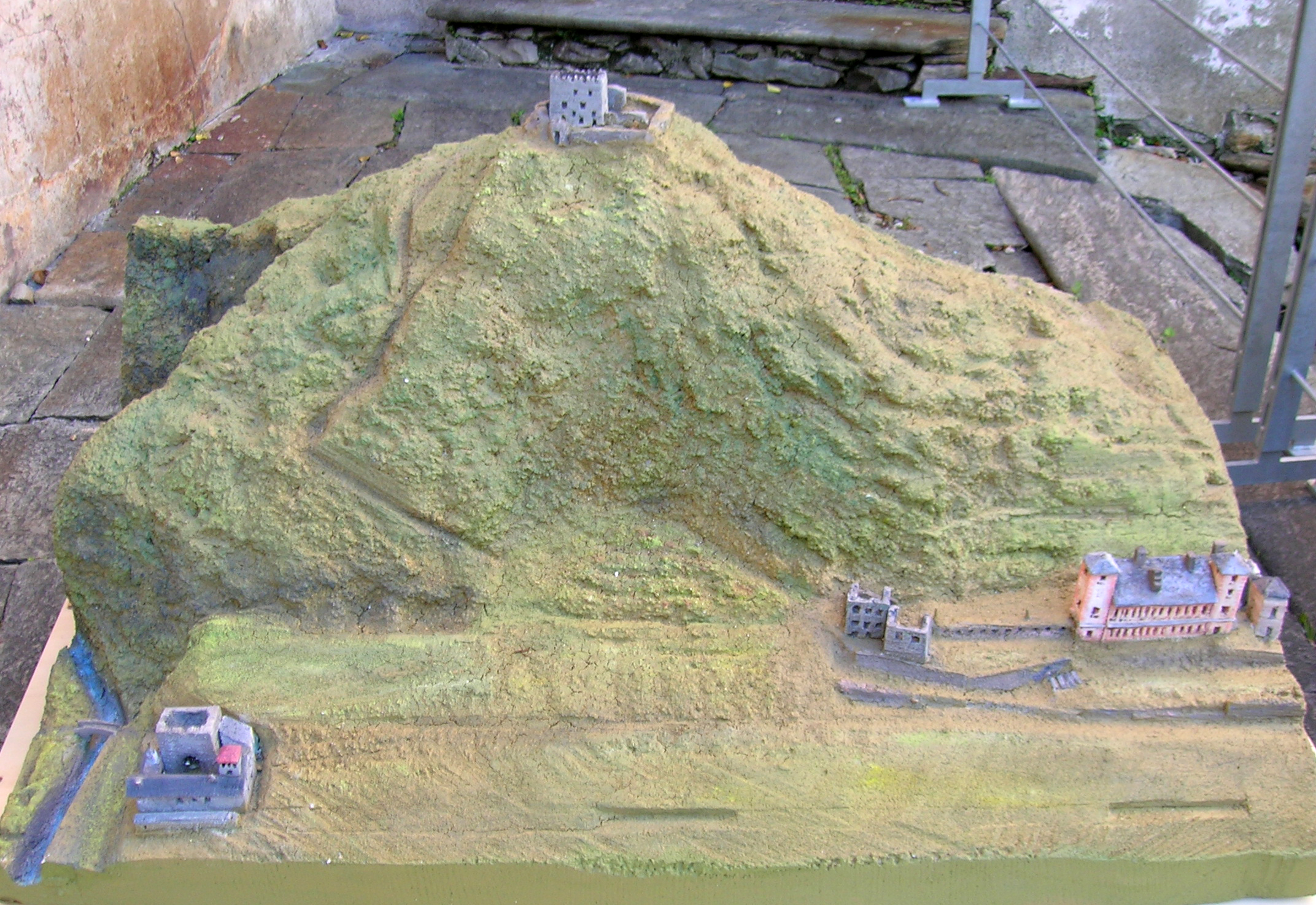
Plastico con i castelli inferiore e superiore di Arnad.

Venne costruito a Arnad dalla famiglia Vallaise nel XVII secolo. La casata era già proprietaria del castello superiore, di epoca medioevale, collocato nello stesso paese, che però nel Seicento si presentava fuorimano, diroccato e ormai strategicamente inutile.
Il palazzo Vallaise venne costruito nei pressi di altre rovine di un precedente maniero, al quale venne collegato. Il palazzo, in questo primo periodo, era composto da due blocchi di edifici ancora distinguibili, che vennero a lungo occupati da due diversi rami della casata, i Vallaise-Romagnano e i Vallaise-Montalto.
Risale al XVII secolo la definizione del castello come palais de la Costetta: nel decennio 1660-1670 fu il barone Félix-Charles-François, l'allora discendente del ramo Vallaise-Romagnano, che gli conferì l'aspetto di castello, mentre fu Alexandre de Vallaise a conferirgli l'aspetto attuale di residenza di villeggiatura. Alexandre de Vallaise, morto nel 1823, come Ministro degli Esteri sotto Vittorio Emanuele I Re di Sardegna fu senza dubbio il più celebre dei Vallaise e il personaggio di maggior spicco della famiglia.
Verso la metà dell'Ottocento, la casata dei Vallaise era in declino, il ramo maschile della famiglia estinto. Il castello fu residenza fino al 1852 dell'ultima Vallaise, Rosalie de Vallaise figlia di Alexandre: poco prima, nel 1848, il castello era stato venduto al commerciante torinese Giacobini, e successivamente passò di mano in mano fino al 1926, quando venne acquistato dagli ultimi proprietari privati, i De Bernardi.
Il castello, attualmente chiuso al pubblico, è stato acquisito nell'estate 2010 dall'amministrazione regionale che sta procedendo ai restauri, nell'ottica della Restitution dei castelli valdostani. L'amministrazione, a restauro completato, prevede di aprire alle visite una parte del castello, e di adibire parte degli ambienti a museo, mentre un'altra parte sarà a disposizione di operatori privati e operatori commerciali del territorio che potranno usufruirne per promuovere le proprie attività.

## Architettura

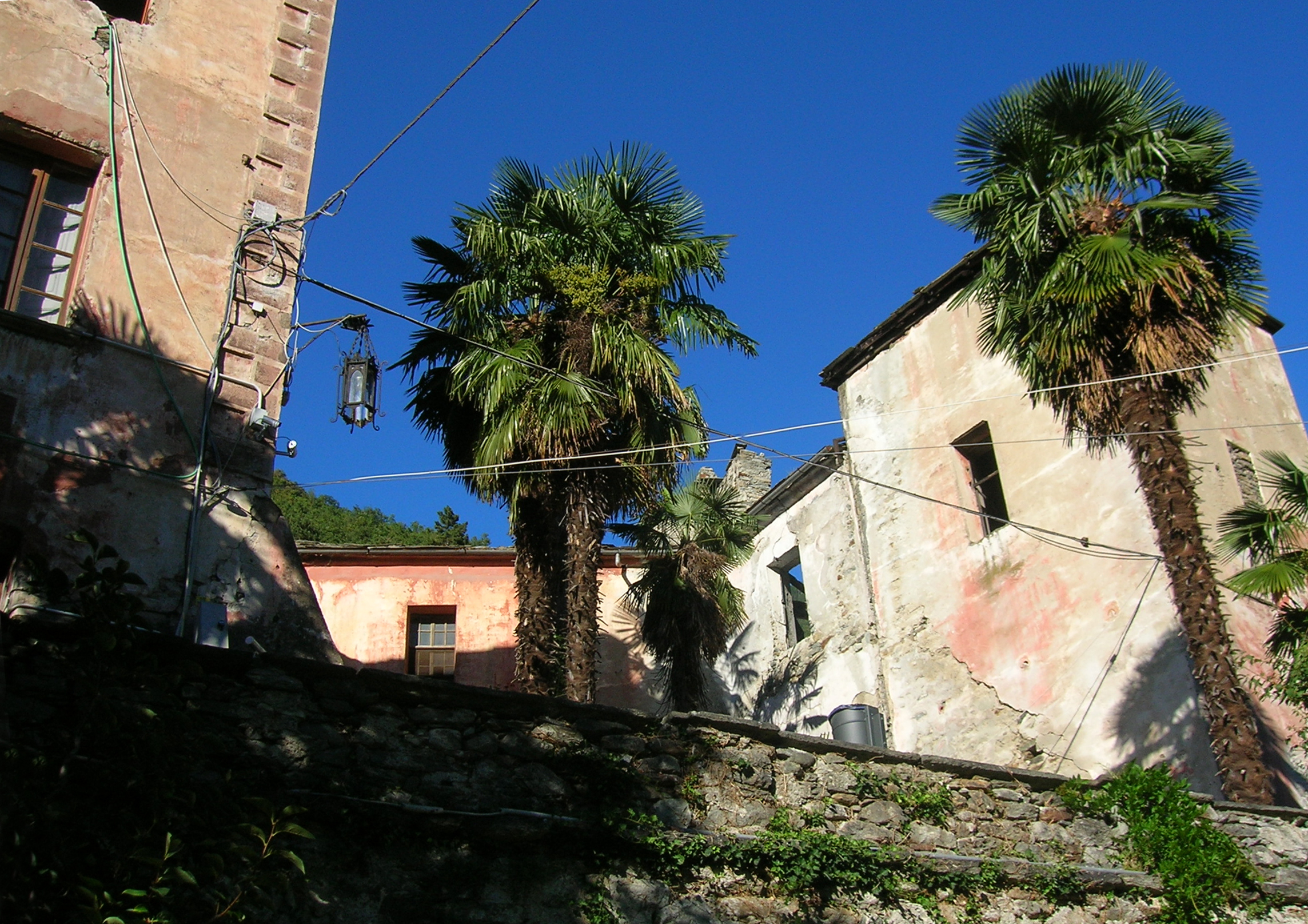
Scorcio dalla terrazza inferiore del cortile decorato con palmizi e rose dove si trova l'ingresso al castello.

Il blocco edificato dai Vallaise e tutt'oggi esistente venne realizzato su un totale di tre piani, affiancato da due torri quadrangolari poste a scopo decorativo. Internamente, si trova un piccolo cortile con loggiato a colonne in pietra. Il castello ha sette torri merlate ad indicare gli angoli della corte occidentale, alla quale si aggiunge una corte più ristretta, adibita a zona di comando, dal lato orientale del castello.

## Gli affreschi
Sebbene non siano ancora stati pubblicati studi approfonditi su questo castello, è stata realizzata una perizia stilistica dalla dott.ssa Sandra Barberi. È dato per certo che gli affreschi giunti fino a noi siano caratteristici del gusto della nobiltà provinciale del Ducato sabaudo del secolo XII, mentre molte decorazioni pittoriche risalgono agli interventi voluti successivamente dal barone Félix-Charles-François de Vallaise. Pregevoli gli affreschi del salone principale interno, ove sono illustrate alcune vedute dei feudi di possedimento della famiglia Vallaise. Nella galleria al primo piano si conserva ancora il ciclo pittorico dedicato all'epopea femminile, in cui sfilano varie eroine di varie epoche, a partire dalle figure bibliche di Agar e Tamar.

## La cappella di San Giuseppe

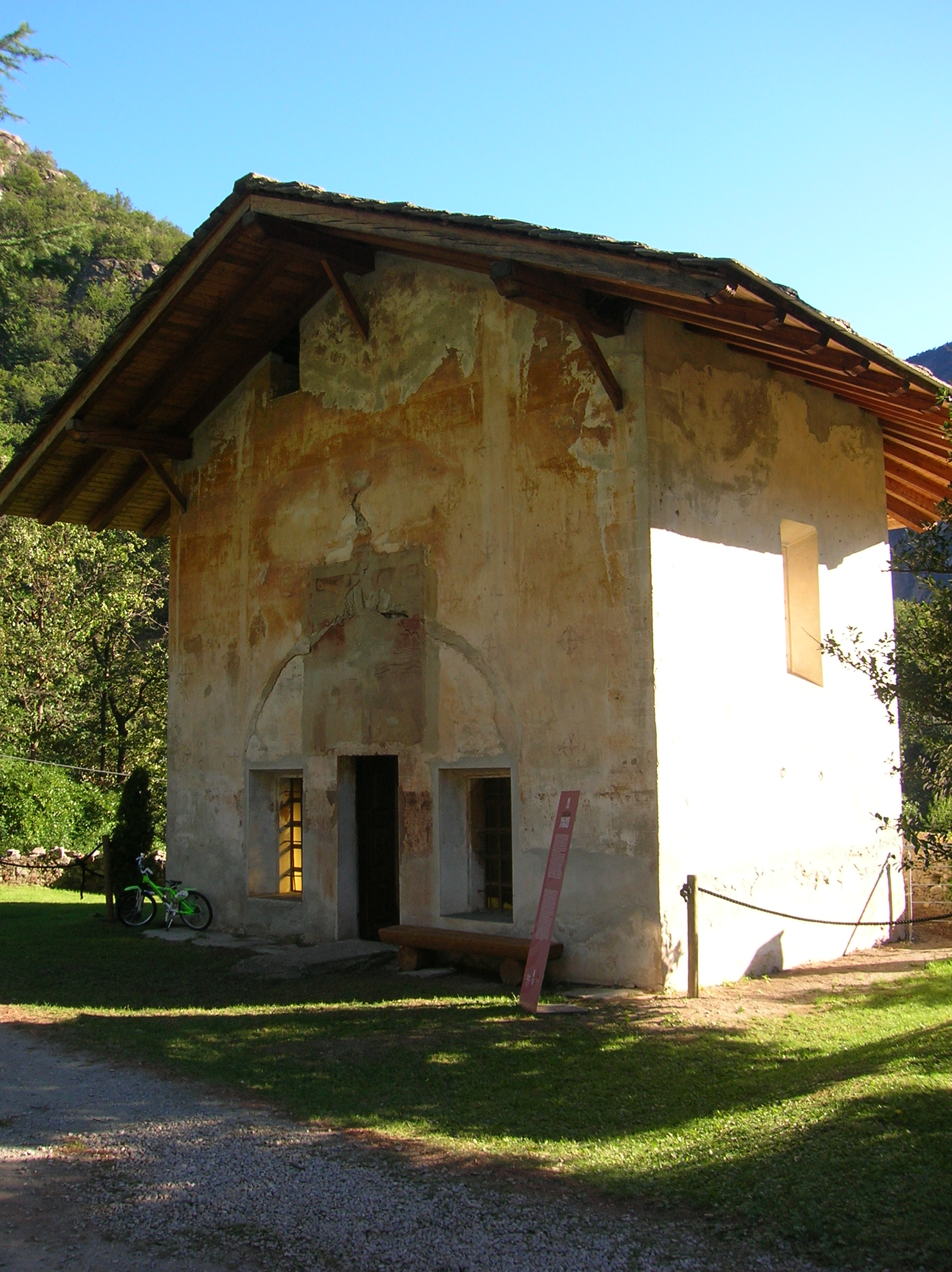
La cappella di San Giuseppe del 1566.

Lungo la strada di accesso al castello si costeggia una cappella, dedicata a San Giuseppe e voluta da Amedée de Vallaise-Côte, del 1566. All'esterno, la facciata mostra i segni dell'apertura ad arco originaria, sostituita da una porta oggi sormontata da un affresco della Crocefissione e affiancata da due finestre. L'interno della cappella si caratterizza per una volta a crociera a costoloni, risalente ad epoca tardogotica, sulla quale si sovrappongono il cielo stellato, più antico, e nuove decorazioni del tardo gusto dell'Art Nouveau. L'altare lapideo risale al 1670 ed aveva in passato collocazione all'interno del castello. Solo dal 1865 in poi, la data è incerta, venne spostato in questa sede.

## Il parco
Intorno al castello si sviluppa un parco a terrazza, a dominare la vallata sottostante. Qui si trova una seconda cappella, di forma esagonale e più piccola, dedicata ai santi Giuseppe, Antonio ed alla Vergine Maria che dispone di un altare barocco in marmi policromi.

## Eventi
Un'apertura straordinaria del castello per mostrare l'andamento dei lavori si è tenuta dal 25 al 28 agosto 2011, in occasione della manifestazione Châteaux Ouverts. Sempre nel 2011, il Château Vallaise è stato il testimonial della campagna per la prevenzione del cancro al seno "Nastro Rosa 2011", promossa dalla LILT.